# Baldwin I Żelazne Ramię

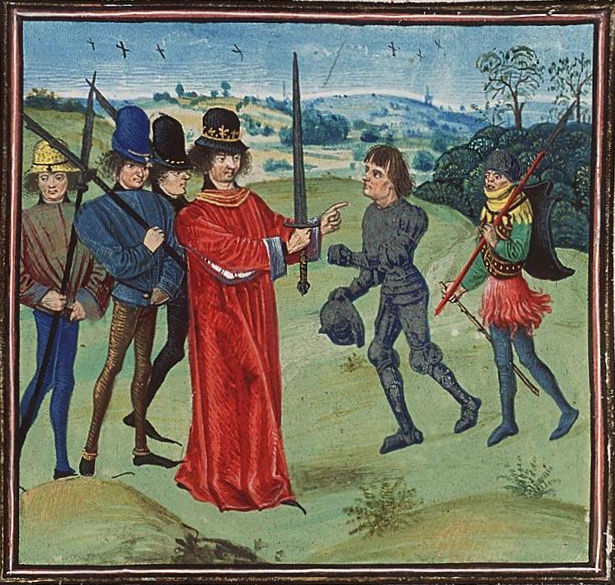
Mianowanie Baldwina I hrabią Flandrii przez Karola II Łysego

Baldwin I Żelazne Ramię (ur. ok. 837/840, zm. 2 stycznia 879 roku) – pierwszy hrabia Flandrii, był synem Odakara (zwanego również Audacerem i Inghelramem) i nieznanej matki.
Pierwsza wzmianka o Baldwinie pochodzi z 861 roku, kiedy to uciekł wraz z Judytą z dworu jej ojca, króla Franków Zachodnich Karola II Łysego. Judyta była wtedy, mimo młodego wieku, wdową po dwóch królach Wesseksu: Ethelwulfie i Ethelbaldzie i miała pozostawać w zamknięciu do czasu znalezienia jej kolejnego męża. Wieść o jej ucieczce rozwścieczyła Karola, który zmierzał właśnie do Soissons, szczególnie wobec faktu, że kochankom miał w tym pomóc jego syn Ludwik.
Pod koniec 861 roku para udała się do Rzymu, gdzie uzyskała poparcie papieża Mikołaja I. Umożliwiło to obłaskawienie Karola, który nadał Baldwinowi tytuł hrabiego Gentu, a później tytuły hrabiego Ternois i Flandrii. 13 grudnia 862 roku Baldwin i Judyta wzięli ślub, prawdopodobnie w Auxerre.
W następnych latach Baldwin stał wiernie przy Karolu. W 871 roku prowadził rozmowy ze zbuntowanym synem króla, Karlomanem. Jego siła i postawa w boju przydały mu przydomek Żelazne Ramię. Ufortyfikował miasta Arras, Gandawę i Brugię. Zmarł w 879 roku i został pochowany w opactwie St-Bertin.

## Potomstwo
Razem z Judytą miał trzech synów i córkę:
- Karol (ok. 863 – ok. 864)
- Baldwin II Łysy (865/867 – 10 września 918), hrabia Flandrii
- Rudolf (865 – 17 czerwca 896), hrabia Cambrai
- Gunhilda (zm. przed 19 lutego 906) – żona Wilfreda I, hrabiego Barcelony